# Deepak Nehra
Deepak Nehra (ur. 1 stycznia 2003) – indyjski zapaśnik walczący w stylu wolnym. 
Brązowy medalista igrzysk wspólnoty narodów w 2022. Mistrz Azji U-23 w 2022 roku.